# Leptotes pohlitinocoi
Leptotes pohlitinocoi é uma espécie de orquídea epífita de crescimento cespitoso endêmica áreas mais secas da mata atlântica do sul da Bahia, no Brasil. São pequenas plantas, que pela morfologia vegetativa poderiam ser comparadas a pequenas Brassavola, devido a suas folhas roliças. No entanto, apesar desta semelhança, são relacionadas mais proximamente à Loefgrenianthus e Pseudolaelia e Schomburgkia.
Apresentam rizoma curto e pseudobulbos muito pequenos que quase imperceptivelmente prolongam-se em uma longa folha cilíndrica, ereta ou pendente, que apresenta um sulco mais ou menos profundo na face. A inflorescência é apical, curta, e comporta algumas flores meio tombadas de aspecto vistoso. As flores geralmente são de coloração rosea, com labelo manchado de púrpura. As pétalas e sépalas são parecidas porém as pétalas costumam apresentar cores mais intensas, o labelo é trilobado, possuindo garras que se prendem aos lados da coluna. Esta é curta e possui seis polínias de tamanhos desiguais, quatro grandes e duas pequenas.
Pertence ao grupo de folhas longas, e flores estreitas. Pode ser reconhecida por ser morfologicamente muito parecida com a Leptotes bicolor, mas apresentar flores róseas, um pouco menores que as da segunda.